# Rigui Glaciated Lowland
Koordinaten: 67° 49′ S, 86° 7′ O
Das Rigui Glaciated Lowland (englisch, chinesisch 日晷冰硖低地, Pinyin Rìguǐ Bīngxiádīdì) ist eine vom antarktischen Eisschild überlagerte Region im Sektor des ostantarktischen Prinzessin-Elisabeth-Lands. Sie liegt südlich der Leopold-und-Astrid-Küste und 51 bis 602 m unter dem Meeresspiegel. 
Chinesische Wissenschaftler benannten sie im Jahr 2020. Namensgeber ist eine chinesische Form der Sonnenuhr.

## Weblink
- Rigui Glaciated Lowland im Composite Gazetteer of Antarctica (englisch)